# Texas City, Texas
Texas City là một thành phố thuộc quận Galveston, tiểu bang Texas, Hoa Kỳ. Năm 2010, dân số của xã này là 45099 người.

## Dân số
- Dân số năm 2000: 41521 người.
- Dân số năm 2010: 45099 người.